# Reginald H. Fuller
Reginald Horace Fuller (Horsham, 24 marzo 1915 – Richmond, 4 aprile 2007) è stato un presbitero, biblista e teologo britannico naturalizzato statunitense.

## Biografia
Fuller ha studiato lettere classiche a Cambridge al Peterhouse, dove ha conseguito il bachelor of arts nel 1937. Nel 1938 e 1939 ha studiato all'Università di Tubinga. Tornato in Inghilterra, ha studiato teologia a Birmingham al Queen's College e nel 1941 è stato ordinato prete anglicano. Nel 1942 ha conseguito il master of arts al Peterhouse a Cambridge e nello stesso anno ha sposato Ilse Barda, da cui ha avuto tre figlie. Negli anni quaranta Fuller ha esercitato il ministero di curato in diverse chiese. Dal 1946 al 1950 è stato anche lettore di teologia al Queen's College. Dal 1950 è stato professore di teologia a Lampeter all'Università del Galles fino al 1955, anno in cui si è trasferito negli Stati Uniti d’America, dove ha insegnato Nuovo Testamento prima al Seabuty-Western Theological Seminary a Evanston (dal 1955 al 1966), poi all'Union Theological Seminary e alla Columbia University a New York (dal 1966 al 1972) e infine al Virginia Theological Seminary ad Alexandria (dal 1972 al 1985). Nel 1985 si è ritirato dall'’insegnamento diventando professore emerito.
Fuller ha scritto una ventina di libri sia come autore che come curatore editoriale e ha pubblicato numerosi articoli.

## Libri principali
- Con Richard Hanson (coautore), The Church of Rome: A Dissuasive, SCM Press, Londra, 1948
- The Mission and Achievement of Jesus: An Examination of the Presuppositions of New Testament Theology, SCM Press, Londra, 1954
- Con G. Ernest Wright (coautore), The Book of the Acts of God: Christian Scholarship Interprets the Bible,  Doubleday, 1957
- The New Testament in Current Study, Scribners, New York, 1962
- Interpreting the Miracles, Westminster, Philadelphia, 1963
- The Foundations of New Testament Christology, Scribners, New York, 1965
- A Critical Introduction to the New Testament, G. Duckworth, Londra, 1966
- The Formation of the Resurrection Narratives, Macmillan, Londra, 1971
- Con Daniel Westberg (coautore), Preaching the Lectionary: The Word of God for the Church Today, Liturgical Press, Collegeville, 1974
- Con Wilhelm H. Wuellner (coautore), Longer Mark: forgery, interpolation, or old tradition?, Center for Hermeneutical Studies, Berkeley, 1976
- Con Pheme Perkins (coautore), Who Is This Christ?: Gospel Christology and Contemporary Faith, Fortress Press, Philadelphia, 1983
- Preaching the New Lectionary: The Word of God for the Church of Today, Liturgical Press, Collegeville, 1984
- He That Cometh: The Birth of Jesus in the New Testament, Morehouse Publisher, Harrisburg, 1990
- Christ and Christianity: Studies in the Formation of Christology, Trinity Press International, 1994